# Hilton Clarke
Hilton Clarke es un ciclista profesional australiano, nació el 7 de noviembre de 1979 en Melbourne. Fue miembro del equipo Bahati Foundation Pro Cycling por el que firmó para la temporada 2010 aunque en junio abandonó el equipo por los problemas económicos del mismo y fichó por el UnitedHealthcare presented by Maxxis.
Pasó a profesionales con el equipo NetZero Cycling Team, en 2001.

## Palmarés
| 2002 - 2 etapas del Herald Sun Tour 2003 - 2 etapas del Tour de Egipto - 1 etapa del Herald Sun Tour 2005 - 1 etapa del Herald Sun Tour 2006 - USPro Criterium Championship - 1 etapa del Herald Sun Tour - Tour de Elk Grove | 2007 - Saturn Rochester Twilight Criterium 2008 - 1 etapa del Tour de Elk Grove 2010 - 2 etapas del Nature Valley Grand Prix - 1 etapa del Redlands Bicycle Classic 2011 - 1 etapa del Tour de Elk Grove |